# 1824
Het jaar 1824 is het 24e jaar in de 19e eeuw volgens de christelijke jaartelling.

## Gebeurtenissen
januari
- 3 - De Engelse dichter Lord Byron arriveert in Mesolongi, een belangrijk centrum van de Griekse onafhankelijkheidsstrijd.
- 21 - Charles McCarthy, de gouverneur van Brits West-Afrika, sneuvelt in een expeditie tegen de Ashanti.
- 22 - Het Koninklijk Nederlands-Indisch leger sluit een overeenkomst met de padri's, moslims op Sumatra die in opstand waren.

maart
- 4 - In Engeland wordt een reddingsmaatschappij opgericht.
- 11 - In de Verenigde Staten wordt het Office of Indian Affairs opgericht.
- 17 - Nederland en Groot-Brittannië sluiten te Londen een verdrag waarin alle geschillen worden geregeld die zijn voortgekomen uit de teruggave in 1816 van de Nederlandse koloniën door Groot-Brittannië. Bij het verdrag wordt de archipel rond Malaya verdeeld in een Britse en Nederlandse zone. Dit resulteert in de uitwisseling van Benkoelen op het eiland Sumatra en Nederlands Malakka tussen beide landen. Het Verenigd Koninkrijk krijgt ook volledige controle over Singapore.
- 29 - Bij Koninklijk Besluit wordt de Nederlandsche Handel-Maatschappij opgericht.

april
- 25 - De Nederlandse regering  besluit de Nederlandsch-Indische Lijnwadenverordening goed te keuren.

- 19 - Lord Byron sterft te Mesolongi aan malaria.

mei
- 7 - Het regerende huis van het vorstendom Reuss-Lobenstein sterft uit. Het vorstendom wordt verenigd met het vorstendom Reuss-Ebersdorf

juli
- 2 - Nederland en het Koninkrijk Hannover sluiten in Meppen een grensverdrag.
- 4 - Stichting van de kolonie voor bedelaars en onmaatschappelijken in Merksplas door de Maatschappij van Weldadigheid.
- juli - De Egyptische generaal Ibrahim Pasja trekt met een Osmaans leger Griekenland binnen om de opstand te onderdrukken.

augustus
- 16 - De Nederlandse regering bepaalt, dat er geen kerk meer gebouwd of verbouwd mag worden zonder toestemming van de rijksoverheid. Zo begint het tijdperk van de Waterstaatskerken.
- 27 - De Nederlandse priester Martinus Niewindt arriveert op Curaçao om er als apostolisch prefect leiding te gaan geven aan de aanwezige Spaanse priesters.
- augustus - De bebouwde omgeving van Fort Zoutman op Aruba krijgt de naam Oranjestad.

september
- 16 - Lodewijk XVIII van Frankrijk wordt door Karel X opgevolgd als koning van Frankrijk.

oktober
- 14 - Zeventien schepen stranden op de Hollandse kust. Er is een groot gebrek aan mensen en materieel voor de redding van schipbreukelingen.
- 21 - De Engelse metselaar Joseph Aspdin krijgt patent op Portlandcement.
- 24 - Het fregat Vreede strandt in hevige storm voor de kust bij Huisduinen. Dorpelingen brengen elf opvarenden veilig aan wal, maar tijdens de derde vaart slaat hun bootje om. Zes redders en drie schipbreukelingen verdrinken.
- Vakbonden worden gelegaliseerd in het Verenigd Koninkrijk.

november
- 11 - Oprichting van de 
Noord- en Zuid-Hollandsche Redding Maatschappij (NZHRM) in Amsterdam.
- 20 - Oprichting van de 
Zuid-Hollandsche Maatschappij tot Redding van Schipbreukelingen (ZHMRS) in Rotterdam.
- 30 - Onder leiding van William Hamilton Merritt wordt een aanvang gemaakt met de aanleg van het Wellandkanaal van het Eriemeer naar het Ontariomeer.

december
- 4 - Het Noordhollandsch Kanaal wordt geopend.
- 9 - De Zuid-Amerikaanse opstandelingenleider Antonio José de Sucre verslaat de Spaanse troepen bij Ayacucho in Peru. Dit is de beslissende slag in de Zuid-Amerikaanse vrijheidsoorlog.
- 13 - In Den Helder vertrekt een clipper naar Amsterdam door het nieuwgeopende Noordhollands Kanaal.

zonder datum
- Shaka Zoeloe sluit een verdrag met de Boeren om rivaliserende stammen de baas te worden. Op termijn zullen echter vooral de blanken profiteren.

## Muziek
- 7 mei - De 9e symfonie van Ludwig van Beethoven gaat in première.
- Bernhard Henrik Crusell componeert de opera Den lilla slavinnan
- Het lied O tannenbaum wordt een kerstlied als Ernst Anschütz uit Leipzig de tekst herschrijft.

## Beeldende kunst

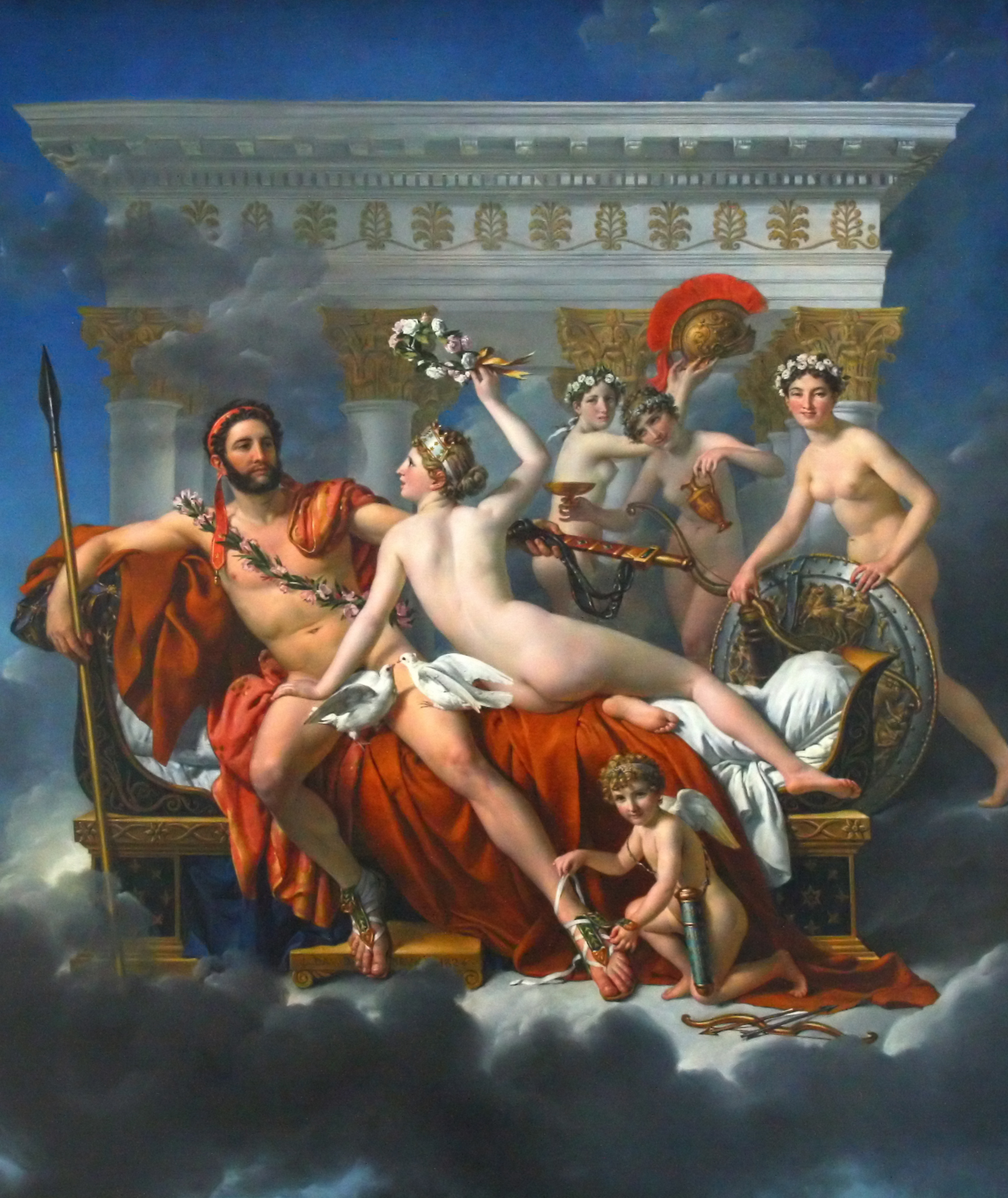
Mars désarmé par Vénus (1824) Jacques-Louis David, Koninklijke Musea voor Schone Kunsten, Brussel

## Bouwkunst

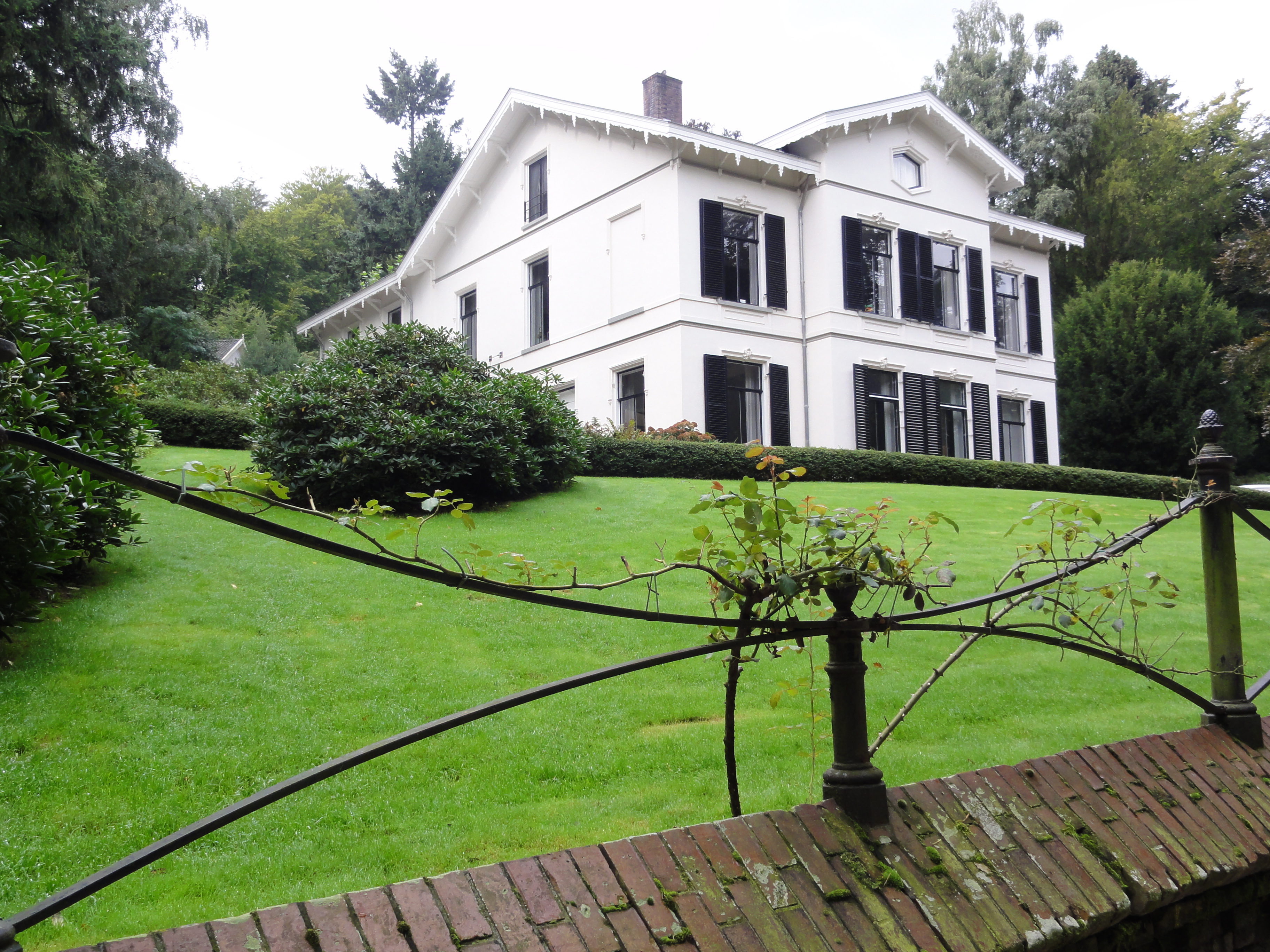
Villa Beukenheim, Ubbergen (1824)

## Geboren
januari
- 16 - Derk Timens Smid, Nederlands burgemeester (overleden 1907)
- 19 - Hendrik Jacob van der Heim, Nederlands politicus (overleden 1890)
- 27 - Jozef Israëls, Nederlands schilder (overleden 1911)

februari
- 28 - Karl Maria Kertbeny, Hongaars-Oostenrijks schrijver, journalist en vertaler (overleden 1882)

maart
- 2 - Bedřich Smetana, Tsjechisch componist (overleden 1884)
- 11 - Ferdinand Carré, Frans technicus en uitvinder (overleden 1900)
- 12 - Gustav Robert Kirchhoff, Duits natuurkundige (overleden 1887)
- 19 - William Allingham, Iers-Engels dichter (overleden 1889)
- 27 - Johann Wilhelm Hittorf, Duits natuurkundige (overleden 1914)

april
- 1 - Louis-Zéphirin Moreau, Canadees rooms-katholiek geestelijke en ordestichter (overleden 1901)
- 8 - Sophie van Oranje-Nassau, groothertogin van Saksen-Weimar-Eisenach (overleden 1897)

mei
- 8 - William Walker, Amerikaans piraat en avonturier (overleden 1860)

juni
- 19 - Jan Hendrik Weissenbruch, Nederlands kunstschilder (overleden 1903)
- 26 - William Thomson (Lord Kelvin), Brits wis- en natuurkundige (overleden 1907)
- 28 - Paul Pierre Broca, Frans arts, anatoom en antropoloog (overleden 1880)

juli
- 12 - Eugène Boudin, Frans kunstschilder (overleden 1898)
- 27 - Alexandre Dumas fils, Frans schrijver (overleden 1895)
- 29 - Eastman Johnson, Amerikaans kunstschilder (overleden 1906)

augustus
- 31 - Alexander Hugo Bakker Korff, Nederlands kunstschilder (overleden 1882)

september
- 4 - Anton Bruckner, Oostenrijks componist (overleden 1896)

oktober
- 29 - Wilhelm Wickop, Duits architect (overleden 1908)

december
- 10 - George MacDonald, Schots schrijver, dichter en dominee (overleden 1905)
- 24 - Peter Cornelius, Duits componist en dichter (overleden 1874)

## Overleden
januari
- 1 - Vincenzo Maria Strambi (79), Italiaans bisschop en heilige van de Rooms-Katholieke kerk
- 19 - Victor Emanuel I van Sardinië (64)
- 26 - Théodore Géricault (32), Frans kunstschilder

februari
- 8 - Rhijnvis Feith (71), Nederlands dichter en (toneel)schrijver
- 21 - Eugène de Beauharnais (42), prins van Frankrijk

april
- 19 - Lord Byron (36), Engels dichter

mei
- 4 - Joseph Joubert (69), Frans moralist en essayist

juli
- 4 - Jan Pieter Minckeleers (75), Nederlands uitvinder
- 17 - Ferdinand III (55), groothertog van Toscane

september
- 13 - Johannes Allatus Anemaet (33), Nederlands officier der Genie
- 16 - Lodewijk XVIII van Frankrijk (68), Frans koning

oktober
- 30 - Charles Maturin (40), Iers protestants geestelijke en schrijver